# Monze
Monze è un comune francese di 189 abitanti situato nel dipartimento dell'Aude nella regione dell'Occitania.

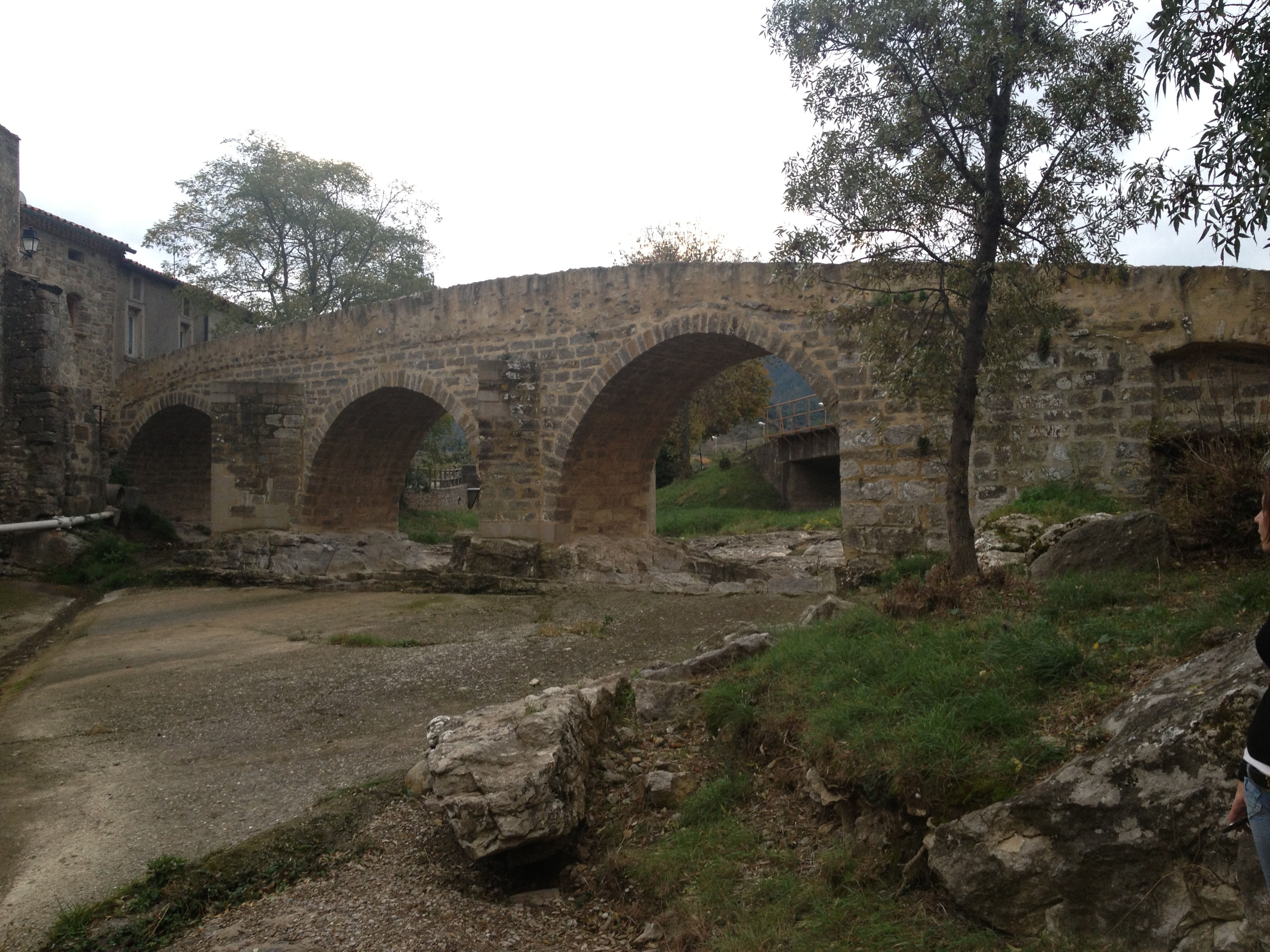
il ponte sulla Brétonne

## Società

### Evoluzione demografica
Abitanti censiti